# Tokugawa Iemochi
Tokugawa Iemochi (徳川 家茂), født den 17. juli 1846 i Edo, var den fjortende shogun i Tokugawa-shongunatet. Han regerede fra 1858 til 1866.
Under Iemochis regeringstid foregik en indre magtkamp på grund af Japans første rigtige kontakt med USA under 1853-1854 med den efterfølgende ”åbning” mod vest. Shogunatets indflydelse blev svagere under Iemochis styre.

## Biografi
Iemochi, som i barndomsårene kaldtes Kikuchiyo, var den ældste søn af Tokugawa Nariyuki (1801–1846) med hustruen Ji-sein og blev født i Edo. Nariyukivar, en af de yngre sønner af den ellevte shogun, Tokugawa Ienari.
Ved etårs alderen blev han adopteret af daimyon Tokugawa Narikatsu, som han efterfulgte ved fireårsalderen i 1850. Hans navn blev da ændret til Tokugawa Yoshitomi. Iemochi blev imidltertid igen adopteret i 1858, denne gang af den barnløse trettende shogun, Tokugawa Iesada. Derved efterfulgte han som shogun, da denne døde samme år. Den tolvårige dreng var et kontroversielt valg og flere egnede kandidater blev fremstillet som mere kvalificerede. Shogunatet endte dog med at støtte valget, som endte i blodige udrensninger under Ansei-æraens sidste år.

## Shogun
Iemochi giftede sig i 1862 med prinsessen Kazu-na-miya, et giftemål som shogunatet arrangerede som kôbu gattai (betyder omtrent "forening mellem hoffet og militæret"), i håbet om at kunne formildne kejservenlige ekstremister.
Den 22. april 1863 ankom shogun Iemochi til hovedstaden med et følge af over 3000 vasaller, efter at kejseren havde tilkaldt ham. Det var første gang siden Tokugawa Iemitsus besøg, som skete 230 år tidligere, at en shogun havde besøgt Kyoto.
Iemochi døde allerede i en alder at tyve år. Dødsorsagen blev sagt at være hjertesvigt på grund af beriberi (mangel på vitamin B1). Kort tid forinden havde han adopteret Tayasu Kamenosuke, som skulle blive hans efterfølger. Kamenosuke var kun tre år gammel, og eftersom shogunatet lå i krig, blev Tokugawa Yoshinobu udvalgt i stedet til den femtende shogun. Han var allerede blevet udnævnt som en passende efterfølger til Iesada, men skule nu i stedet blive den femtende og sidste shogun indenfor Tokugawashogunatet.

## Perioderne i Iemochis shogunat
Shogunernes regenttid inddeles sædvanligvis i perioder eller æraer (nengō).
- Ansei (1854–1860)
- Man'en (1860–1861)
- Bunkyū (1861–1864)
- Genji (1864–1865)
- Keiō (1865–1868)